# 泰隆巴毛鼻鯰
泰隆巴毛鼻鯰，為輻鰭魚綱鯰形目毛鼻鯰科的其中一種，為熱帶魚類，分布於南美洲巴西南部巴拉那河、伊瓜蘇河流域，體長可達5.9公分，棲息在底層水域，生活習性不明。

## 扩展阅读
維基物種上的相關：泰隆巴毛鼻鯰